# Painkiller (журнал)
Painkiller (китайский: 重型音乐; пиньинь: Zhòngxíng Yīnyuè; букв. «Тяжелая музыка») — первый китайский журнал о хеви-метале. Это юридически зарегистрированное китайским государственным органом СМИ. Базируется в Пекине.
Журнал был основан в сентябре 2000 года и начал публиковаться ежеквартально; частота выпусков изменилась к 2006 году — один выпуск каждые два месяца.
Их текущий средний тираж составляет 40 000 экземпляров; продается во всех крупных городах материкового Китая (Пекин, Чэнду, Сиань и др.), а также в Гонконге и Тайване.
Язык журнала — китайский, и у него есть корреспонденты, иностранные редакторы и авторы статей в США, Великобритании и Германии, которые публикуют интервью, зарубежные новости и статьи. У журнала есть передняя обложка с названием на китайском языке и задняя обложка с названием на английском языке; Обычная публикация состоит из 204 полноцветных страниц с раскладывающимся цветным постером.
В каждом номере есть CD с обложкой и раздел «Металл в Китае», в котором рассказывается о группах, выступающих на местной китайской хэви-метал-сцене, а также представлены несколько городских сцен и объясняется роль китайского хэви-метала, в том числе как «бунта отрицания», вызванного этим движением.
Основное внимание в нем уделяется статьям и интервью, фотографиям с живых концертов со всего мира и в Китае, обзорам компакт-дисков и постерам — в основном с участием зарубежных метал-групп в следующих жанрах: хэви-метал, пауэр-метал, прогрессив-метал, ню-метал, хард-рок, металкор, дарквейв/готик/индастриал, хард-кор, трэш-метал, дэт-метал, блэк-метал, грайндкор и т. д.
Прочая деятельность включает поддержку местного металлического андеграунда, организацию концертов, распространение компакт-дисков по всему Китаю и определенную деятельность в Интернете. Painkiller продвигал немецкую группу Edguy на концерте в Пекине в марте 2006 года, который ознаменовал начало деятельности Painkiller в качестве промоутера и продюсера живых выступлений в Китае. Газета China Daily назвала Painkiller «одним из самых важных промоутеров метал-шоу в Китае». Наряду с Midi Productions журнал организует Midi Music Festival.